# Segelfluggelände Heiligenberg

i7
i11
i13
Das Segelfluggelände Heiligenberg liegt im Gebiet der Gemeinde Heiligenberg im Bodenseekreis in Baden-Württemberg, etwa zwei Kilometer nordwestlich des Dorfes.

## Flugbetrieb
Das Segelfluggelände ist mit einer 500 m langen und 30 m breiten Start- und Landebahn aus Gras (Richtung 18/36) sowie mit zwei 250 m langen und 30 m breiten Landebahnen für Segelflugzeuge (Richtungen 19 und 34) ausgestattet. Der Halter und Betreiber des Segelfluggeländes ist die Fluggemeinschaft Heiligenberg e. V. Am Flugplatz findet Flugbetrieb mit Segelflugzeugen, Motorseglern und Ultraleichtflugzeugen statt. Segelflugzeuge starten per Windenstart oder Flugzeugschlepp.